# Forge-Philippe
Forge-Philippe (en wallon Foidje-Filipe) est une section de la commune belge de Momignies, située en Wallonie dans la province de Hainaut.
Le village est situé dans la Thiérache belge, au bord de la Wartoise (qui y marque la frontière française), à l'extrême sud de la province de Hainaut.
C'était une commune à part entière avant la fusion des communes de 1977.
Forge-Philippe se trouve sur le territoire du Parc national de l'Entre-Sambre-et-Meuse (ESEM).

## Évolution démographique
- Sources : INS, Rem. : 1831 jusqu'en 1970 = recensements, 1976 = nombre d'habitants au 31 décembre.

## Histoire

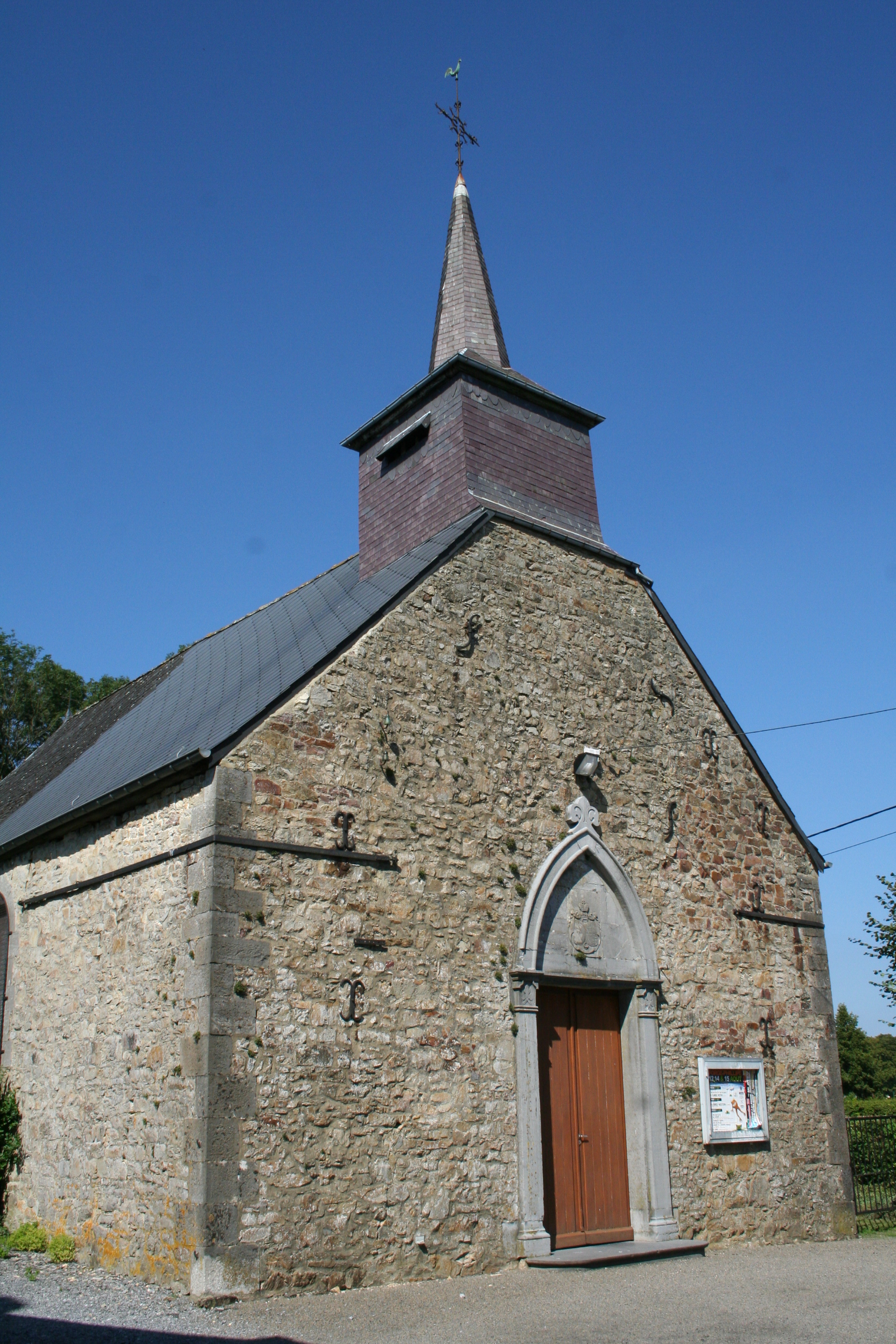
L’église de la Sainte-Vierge (XVIIIe siècle).

La Forge Philippe est citée pour la 1re fois en 1549 dans les ordonnances de Philippe II de Croÿ. En 1606, le besogné (ou liste des biens) de Chimay mentionne la Wartoise avec 'le fourneau de la veuve Philippe de la Lys'. En 1622, on trouve encore la mention du 'vivier de la forge Philippe' avec 4 maisons.
Il semble que la délimitation de la frontière sud de l’Entre-Sambre-et-Meuse (depuis Oignies, pratiquement à la limite de la Meuse, jusqu’ici) date du traité de Verdun en 843 lors du partage entre les petits-fils de Charlemagne: une bonne douzaine de cours d’eau dessine cette limite qui n’a plus changé depuis.
C’est la loi du 10 août 1903 qui rend cette commune autonome, détachée de Seloignes et augmentée d’une portion de territoire de la ville de Chimay. L’ancienne maison communale, au no 11, construite en 1906, sauf erreur, conserve en façade une pierre portant le nom des membres du 1er conseil communal, de l’architecte et de l’entrepreneur.
L’économie est tournée essentiellement vers l’élevage.
En 1921, 21 % des habitants provenaient de la région de Verviers, 20 % du village, 15 % de la région de Chimay, 4 % étaient Français et 2 % Hollandais. Les autres, soit 38 %, étaient issus de toutes les régions du pays.

## Patrimoine et culture locale

### Patrimoine architectural
- L‘église dédiée à la Vierge, porte la date de 1786 et les armoiries de Philippe d'Alsace, prince de Chimay[2].
- Un frêne remarquable.
- Chapelle Notre-Dame de Malapaire. Oratoire daté de 1751[3].
- Un monument :  la Victoire terrassant le monstre nazi, qui commémore l’entrée des premières troupes américaines en Belgique, par Forge-Philippe, le 2 septembre 1944 à 9 h 30 du matin.